# فرانكي فايسون
فرانكي فايسون (بالإنجليزية: Frankie Faison)‏ مواليد 10 يونيو 1949 في نيوبورت نيوز، فرجينيا، الولايات المتحدة، هو ممثل أمريكي بدأ مسيرته الفنية سنة 1974.

## الأعمال

### أفلام
- حفرة المال (1986) (بدور: جيمس)
- مسيسيبي تحترق (1988)
- إفعل الصواب (1989)
- صمت الحملان (1991) (بدور: بارني ماثيوز)
- هانيبال (2001) (بدور: بارني ماثيوز)
- التنين الأحمر (2002) (بدور: بارني ماثيوز)

### مسلسلات
| السنة | العمل                                  | الدور          |
| ----- | -------------------------------------- | -------------- |
| 1983  | ذا إدج أوف نايت                        |                |
| 1985  | سيرش فور تومورو                        | ويلارد كلوفيس  |
| 1997  | كوسبي                                  | رون            |
| 1998  | أول ماي تشيلدرن                        | فرانك داوسون   |
| 2007  | القانون والنظام: الوحدة الخاصة للضحايا |                |
| 2008  | حياة واحدة للعيش                       | ريتشارد إيفانز |
| 2009  | غريز أناتومي                           | وليام بيلي     |
| 2010  | اكذب علي                               | تيدي           |
| 2010  | ذا غود وايف                            | جيرمياه إيستون |
| 2013  | الإبتدائية                             |                |
| 2013  | بانشي                                  | شوجار بيتس     |
| 2014  | إلى الأبد                              |                |
| 2016  | لوك كيج                                |                |

## روابط خارجية
- فرانكي فايسون على موقع IMDb (الإنجليزية)
- فرانكي فايسون على موقع قاعدة بيانات الأفلام العربية
- فرانكي فايسون على موقع ألو سيني (الفرنسية)
- فرانكي فايسون على موقع أول موفي (الإنجليزية)
- فرانكي فايسون على موقع قاعدة بيانات برودواي على الإنترنت (الإنجليزية)
- فرانكي فايسون على موقع قاعدة بيانات برودواي على الإنترنت (الإنجليزية)
- فرانكي فايسون على موقع قاعدة بيانات الأفلام السويدية (السويدية)
- فرانكي فايسون على موقع إن إن دي بي (الإنجليزية)
- فرانكي فايسون على موقع قاعدة بيانات الفيلم (الإنجليزية)
- فرانكي فايسون على موقع كينوبويسك (الروسية)